# صديقي باكابا
صديقي باكابا (مواليد سنة 1949) (بالفرنسية: Sidiki Bakaba)‏ هو ممثل وكاتب سيناريو ومخرج من ساحل العاج.

## مسيرته
يعيش ويعمل في أبيدجان. بعد الدراسة في المدرسة الوطنية للدراما في أبيدجان، أجرى تدريبًا في المسرح الحي مع بيجي غروتوفسكي.
في عام 2000، أصبح مدير قصر الثقافة في أبيدجان الواقع في تريتشفيل. كما أسس استوديو الممثل (مدرسة تدريب الممثلين في قصر الثقافة).
إلى جانب حياته المهنية البارزة في التمثيل، أنتج أفلامًا روائية وثائقية مثل (Les Guérisseurs) سنة 1988، التي فازت بجائزة أفضل موسيقى في مهرجان الفيلم الفرنكوفوني، بالإضافة إلى جائزة صوت الأمل في المهرجان الأفريقي للسينما والتلفزيون في واغادوغو 1989. كما أخرج أفلامًا قصيرة وأفلام وثائقية.
باعتباره أحد المؤيدين المقربين للرئيس السابق لوران غباغبو، كان باكابا في مقر إقامة غباغبو في أبيدجان أثناء الحصار الذي أسفر عن القبض عليه في في أبريل 2011. وبحسب ما ورد فقد أُصيب أثناء ذلك.

## روابط خارجية
- صديقي باكابا على موقع IMDb (الإنجليزية)
- صديقي باكابا على موقع روتن توميتوز (الإنجليزية)
- صديقي باكابا على موقع ألو سيني (الفرنسية)
- صديقي باكابا على موقع أول موفي (الإنجليزية)
- صديقي باكابا على موقع قاعدة بيانات الفيلم (الإنجليزية)
- صديقي باكابا على موقع كينوبويسك (الروسية)